# 8. ulanski polk (Avstro-Ogrska)
8. ulanski polk (izvirno nemško Galizisches Ulanen Regiment »Auersperg« Nr. 8, dob. 'Galicijski ulanski polk »Grof Auersperg« št. 8') je bil konjeniški polk k.u.k. Heera.

## Zgodovina
Polk je bil ustanovljen leta 1718. 

### Prva svetovna vojna
Polkovna narodnostna sestava leta 1914 je bila sestavljena iz 80% Poljakov in 20% drugih.
Naborni okraj polka je bil v Lembergu, pri čemer so bile polkovne enote garnizirane sledeče: Črnovice (Czernowitz) (štab in I. divizion) in Nova Ščuka (II. divizion).

## Poveljniki polka
- 1859: Heinrich Coudenhove[4]
- 1865: Heinrich Wurmbrand[5]
- 1879: Joseph Rott[6]
- 1914: Rudolf von Dokonal[7]